# 矯公罕
矫公罕（越南语：／，?—?），十二使君之一，号矫三制（越南语：／），据守峰州（今永福省永祥县和富寿省越池市一带）。永祥白鹤县扶立社有使君城故址，即矫三制所筑，967年，被丁部领所灭。《安南志略·五代时僭窃》记载，有一位名叫“乔知佐”的人物割据峰州，欧阳修《新五代史·南汉世家·刘鋹》则写成“乔知祐”。